# Максимилиан (фильм)
«Максимилиа́н» — художественный фильм Романа Качанова. Последняя кинороль Евгения Дворжецкого. Снят по пьесе Ивана Охлобыстина "Максимилиан-столпник".

## Сюжет
Кандидат в депутаты Кутергин (Никита Высоцкий) приезжает за консультацией к специалисту по всем вопросам — большому оригиналу и прорицателю Максимилиану (Александр Демидов). Герои фильма попадают под артиллерийский обстрел, их берут в заложники (террорист — Евгений Дворжецкий), дом штурмует ОМОН и так далее… Консультации Максимилиана нужны всем — от папы римского до соседки — старушки (Людмила Иванова), но нет покоя в душе Максимилиана. 
После того, как Кутергин начинает "помогать" Максимилиану, тот становится затворником-столпником, используя клетку по среди поля, и начинает ждать знамения с неба. К нему начинают стекаться паломники, но сам Максимилиан вспоминает, что у него есть жена и уходит к ней исчезая из клетки. Паломники начинают верить, что случилось чудо: Максимилиан вознесся на небо, и Кутергин занимает его место в клетке.

## Критика
Фильм, где главный герой – выведен как Мэри Сью, в оригинальной версии Охлобыстина боится, что его совершенство – признак Антихриста. Похожий, но менее проработанный персонаж у Качанова – мутант из «Урода». Качалов попытался сделать из притчи комедию (получилось не смешно), построенную на нагромождении абсурдных ситуаций, происходящих в ускоряющемся темпе. Из фильма полностью исчезла линия страха Максимилиана перед тем, что он может быть Антихристом и его ложью окружающим в том, что декларируемая им вера — настоящая.

## В ролях
- Александр Демидов — Максимилиан
- Никита Высоцкий — Кутергин
- Эммануил Виторган — председатель
- Иван Охлобыстин — профессор
- Анна Букловская — Лена
- Евгений Дворжецкий — Ваха, террорист
- Людмила Иванова — бабка
- Павел Винник — дед
- Людмила Давыдова — невеста
- Алексей Давыдов — жених
- Сергей Галкин — генерал
- Дима Черкасов — умный ребёнок
- Феликс Кефчиян — телеоператор

## Съёмочная группа
- Режиссёр: Роман Качанов
- Автор сценария: Иван Охлобыстин, Александр Демидов,[3] Оксана Арбузова
- Оператор: Феликс Кефчиян
- Художник: Иван Миляев
- Композитор: Павел Молчанов
- Директор: Сергей Хотимский